# 卡萨坎迪泰拉
卡萨坎迪泰拉是意大利阿布鲁佐大区基耶蒂省的一个镇。